# Хропине
Хропине (чеш. Chropyně) — город в Чехии.

## География
Город Хропине расположен в округе Кромержиж, в 7 километрах к северо-западу от города Кромержиж, в Злинском крае. Географически относится к области Гана, в восточной Моравии, в бассейне реки Морава, к западу от реки Моштенка. Площадь Хропине составляет 1,904 гектара.

## Население
| Год  | Численность | Численность |
| ---- | ----------- | ----------- |
| 1869 | 2006        | [ 6 ]       |
| 1880 | 2381        | [ 6 ]       |
| 1890 | 2498        | [ 6 ]       |
| 1900 | 2890        | [ 6 ]       |
| 1910 | 3041        | [ 6 ]       |
| 1921 | 2953        | [ 6 ]       |
| 1930 | 2972        | [ 6 ]       |
| 1950 | 2470        | [ 6 ]       |
| 1961 | 3137        | [ 6 ]       |
| 1970 | 3462        | [ 6 ]       |
| 1980 | 5021        | [ 6 ]       |
| 1991 | 5388        | [ 6 ]       |
| 2001 | 5256        | [ 6 ]       |
| 2014 | 5029        | [ 7 ]       |
| 2016 | 5009        | [ 8 ]       |
| 2017 | 4956        | [ 9 ]       |
| 2018 | 4915        | [ 10 ]      |
| 2019 | 4889        | [ 11 ]      |
| 2020 | 4853        | [ 12 ]      |
| 2021 | 4850        | [ 13 ]      |
| 2022 | 4749        | [ 14 ]      |
| 2023 | 4720        | [ 15 ]      |
| 2024 | 4668        | [ 4 ]       |

Население города на 1 января 2020 года составляло 4853 человек.

## История
Первое письменное упоминание о Хропине относится к 1261 году. В 1457 году чешский король Йиржи из Подебрад продаёт Хропине Яну Луданицкому. Во владении рода Луданицких Хропине оставалось до 1567 года. В это время здесь обосновалась община Чешских братьев, открывших в Хропине свою школу. В 1535 году император Священной Римской империи Фердинанд I предоставляет городку право рынка.
После 1567 года Хропине многократно меняет феодальных хозяев, пока в 1615 году его не приобретает епископ Оломоуцкий. В результате проведённой затем контрреформации (рекатолизации) школа Чешских братьев в 1616 году была закрыта, а затем преобразована в католическую церковную школу. В 1643 году, во время Тридцатилентней войны, город был сожжён, в XIX столетии здесь также было отмечено 7 больших пожаров. Во время Второй мировой войны был занят немецкими войсками. Освобождён в мае 1945 года советской армией.
В Чехословакии Хропине получил права города в 1970 году.

## Известные уроженцы и жители
- Филла, Эмиль (1882—1953) — чешский художник, график и скульптор, один из крупнейших представителей чешского кубизма.